# Teoría simbiogenética
La teoría simbiogenética es una teoría sobre la evolución que propone que la mayoría de la novedad y diversidad biológica (cambios y la aparición de nuevas especies) provienen de procesos de simbiogénesis, siendo irrelevante la evolución a consecuencia de acumulaciones de mutaciones aleatorias.
En la actualidad, la comunidad científica acepta que la novedad y diversidad biológica surge como consecuencia de la acumulación de mutaciones aleatorias (errores en la replicación del ADN) formuladas desde la teoría de la síntesis evolutiva moderna; no considerando a la simbiogénesis como un proceso generalizado, no aceptando su importancia en el proceso evolutivo, salvo en el caso concreto del paso de procariotas a eucariotas (endosimbiosis seriada).

La teoría de la simbiogénesis resulta revolucionaria y atractiva por muchos motivos, entre otros porque coloca la cooperación entre organismos distintos en el centro del proceso evolutivo. Para quienes han estudiado la evolución en la enseñanza secundaria, la palabra que siempre aparece al referirse al darwinismo es la de "lucha", y si no "competencia"; en parte se debe a los términos elegidos para exponer las versiones más simplistas de la teoría de la evolución. Quizás la resistencia a la teoría de la simbiogénesis tiene que ver con la necesidad de un cambio de vocabulario.
Mujeres en Biología: Lynn Margulis. Universidad de Zaragoza (UNIZAR).

## Origen de la teoría
La simbiogénesis, como fuente de diversidad, fue postulada desde principios del siglo XX por distintos evolucionistas: Konstantín Merezhkovski en 1909 desde Rusia, E. Wallin en 1927 desde Estados Unidos y Paul Portier desde Francia. Posteriormente Lynn Margulis, retomando estos trabajos olvidados, después de haber demostrado la aparición de las células eucariotas como consecuencia de procesos simbiogenéticos (1967), trata de extender la teoría formulando la hipótesis de que las especies, el propio mecanismo de especiación, y la mayoría de órganos y caracteres de los organismos son producto, igualmente, de procesos simbiogenéticos.

### Antecedentes históricos
La primera teoría de la evolución fue formulada por Lamarck. Hoy ha quedado simplificada con el principio de «la herencia de los caracteres adquiridos». Lamarck propuso que la gran variedad de organismos, que en aquel tiempo se aceptaba, eran formas estáticas creadas por Dios, habían evolucionado desde formas simples; postulando que los protagonistas de esa evolución habían sido los propios organismos por su capacidad de adaptarse al ambiente: los cambios en ese ambiente generaban nuevas necesidades en los organismos y esas nuevas necesidades conllevaría una modificación de los mismos que sería hereditaria. Se apoyó para la formulación de su teoría en la existencia de restos de formas intermedias extintas. Con su teoría se enfrentó a la creencia general por la que todas las especies habían sido creadas y permanecían inmutables desde su creación, también se enfrentó al influyente Cuvier que justificó la desaparición de especies, no porque fueran formas intermedias entre las primigenias y las actuales, sino porque se trataba de formas de vida diferentes, extinguidas en los diferentes cataclismos geológicos sufridos por la Tierra. Las ideas de Lamarck no fueron tenidas en cuenta en su época, aunque su libro filosofía zoológica, donde plasmó su teoría, circuló por Francia y también por Inglaterra, obra a la que tuvo acceso el propio Darwin.
Darwin, junto con Wallace, 50 años después, formularon la teoría de la selección natural. Según ésta, los medios naturales son limitados y la capacidad reproductiva de los organismos muy superior a sus posibilidades de alimentarse y sobrevivir. Como consecuencia de esto, únicamente los más aptos lograrán sobrevivir y reproducirse. De la gran variedad de especies y de individuos dentro de cada especie, se perpetuaran las formas mejor adaptadas. Darwin apoyó su teoría en el Ensayo sobre el principio de la población (1798) del economista Malthus. La selección natural no aportó solución al interrogante de dónde surgía la variedad para que la selección natural actuase. Darwin, consciente de esa limitación de su teoría, aunque nunca reconoció la influencia de Lamarck, intentó resolverla aportando una solución lamarckiana: la pangénesis. Y posteriormente, con los descubrimientos de Mendel surgió la actualmente aceptada como correcta síntesis (neodarwinismo) que recogió la selección natural de Darwin y la genética de Mendel, resolviendo el problema del origen de la novedad biológica formulando que ésta procedía de las mutaciones aleatorias, errores genéticos en la replicación del ADN. La teoría de la selección natural formulada por Darwin y Wallace, a diferencia de la teoría formulada por Lamarck, se popularizó y fue aceptada con relativa rapidez —no sin la oposición radical de la Iglesia y los sectores más relacionados con ella—, siendo dado por erróneo el Lamarckismo ya a principios del siglo XX. No obstante, el lamarckismo (neolamarckismo) ha reaparecido en varios momentos y algunos de sus aspectos han contado con diferentes defensores a lo largo de la historia del evolucionismo. Por el contrario, el darwinismo y posteriormente el neodarwinismo contaron, y aún hoy en día cuentan, con la aceptación general dentro de la comunidad científica, aunque diferentes aspectos de sus postulados hayan sido cuestionados en diferentes momentos de su historia. 
Posteriormente se presentarían aspectos del darwinismo y del neodarwinismo presentes en la teoría de Síntesis evolutiva moderna y que serían cuestionados por la teoría simbiogenética; los cuales son: el gradualismo; el origen de la novedad biológica (que, Margulis postulo que no éstaría resuelto por la teoría de la Síntesis evolutiva moderna, ya que esta postula que sería a consecuencia de errores genéticos en la replicación del ADN); y, también, la visión reduccionista de una naturaleza dominada absolutamente por la competencia entre especies e individuos.

### Antecedentes biológicos para la postulación de la teoría simbiogenética

#### Kropotkin y el apoyo mutuo
La primera crítica estructurada y argumentada al seleccionismo propuesto por Darwin provino de la biología. Kropotkin, apoyándose en ejemplos tomados de la naturaleza, la explicitó en su libro: El apoyo mutuo. Un factor de la evolución (1902). Kropotkin admitía que en la naturaleza se daba la selección natural, pero negaba que «la guerra de la naturaleza, del hambre y de la muerte» y, consecuentemente, la lucha de una especie contra otra, un individuo contra otro, dominase en la naturaleza.

Comencé a abrigar serias dudas, que más tarde no hicieron sino confirmarse, respecto a esa terrible y supuesta lucha por el alimento y la vida dentro de los límites de una misma especie, que constituye un verdadero credo para la mayoría de los darwinistas. Exactamente del mismo modo comencé a dudar respecto a la influencia dominante que ejerce esta clase de lucha, según las suposiciones de los darwinistas, en el desarrollo de las nuevas especies.

Cuando más tarde las relaciones entre el darwinismo y la sociología atrajeron mi atención, no pude estar de acuerdo con ninguno de los numerosos trabajos que juzgaban de un modo u otro una cuestión extremadamente importante. Todos ellos trataban de demostrar que el hombre, gracias a su inteligencia superior y a sus conocimientos puede suavizar la dureza de la lucha por la vida entre los hombres pero al mismo tiempo, todos ellos reconocían que la lucha por los medios de subsistencia de cada animal contra todos sus congéneres, y de cada hombre contra todos los hombres, es una "ley. natural". Sin embargo, no podía estar de acuerdo con este punto de vista, puesto que me había convencido antes de que, reconocer la despiadada lucha interior por la existencia en los límites de cada especie, y considerar tal guerra como una condición de progreso, significaría aceptar algo que no sólo no ha sido demostrado aún, sino que de ningún modo es confirmado por la observación directa.
Kropotkin, 'El apoyo Mutuo. Un factor de la evolución. Introducción.

Kropotkin contestaba con este libro a la visión reduccionista del darwinismo según la cual la naturaleza estaría dominada por la lucha por la supervivencia trasladando esa lucha al ámbito humano. Consideró importante la aportación de Darwin reinterpretando la selección natural como una lucha constante de la vida por superar dificultades y rescatando pasajes de Darwin que él consideró apoyaban su visión mutualista de la evolución. En El apoyo mutuo, Kropotkin concentra su crítica en los continuadores de Darwin, en el darwinismo social, en Spencer y concretamente en el artículo de Huxley «Struggle for Existence and its Bearing upon Man», considerando las relaciones mutualistas un importante factor de la evolución.

Quizá se me objetará que en este libro tanto los hombres como los animales están representados desde un punto de vista demasiado favorable: que sus cualidades sociales son destacadas en exceso, mientras que sus inclinaciones antisociales, de afirmación de sí mismos, apenas están marcadas. Sin embargo, esto era inevitable. En los últimos tiempos hemos oído hablar tanto de "la lucha dura y despiadada por la vida" que aparentemente sostiene cada animal contra todos los otros, cada salvaje contra todos los demás salvajes, y cada hombre civilizado contra todos sus conciudadanos semejantes opiniones se convirtieron en una especie de dogma, de religión de la sociedad instruida-, que fue necesario, ante todo oponer una serie amplia de hechos que muestran la vida de los animales y de los hombres completamente desde otro ángulo. Era necesario mostrar, en primer lugar, el papel predominante que desempeñan las costumbres sociales en la vida de la naturaleza y en la evolución progresiva, tanto de las especies animales como igualmente de los seres humanos.

Era necesario demostrar que las costumbres de apoyo mutuo dan a los animales mejor protección contra sus enemigos, que hacen menos difícil obtener alimentos (provisiones invernales, migraciones, alimentación bajo la vigilancia de centinelas, etc.), que aumentan la prolongación de la vida y debido a esto facilitan el desarrollo de las facultades intelectuales; que dieron a los hombres, aparte de las ventajas citadas, comunes con las de los animales, la posibilidad de formar aquellas instituciones que ayudaron a la humanidad a sobrevivir en la lucha dura con la naturaleza y a perfeccionarse, a pesar de todas las vicisitudes de la historia.
 Kropotkin, El apoyo Mutuo. Un factor de la evolución. Introducción.

Dada su condición de anarquista, sus planteamientos sobre la evolución de la vida, recurrentemente, se han atribuido a su militancia política, otorgándoles un carácter ideológico a pasar de su formación biológica. No obstante, los presupuestos de Kropotkin han pervivido entre algunos evolucionistas: 

Los ejemplos de cooperación entre animales sobrepasan de lejos a los de competencia. Pyotr Alekseevich Kropotkin, un anarquista social ruso, sostuvo que la cooperación, o ayuda mutua, era mucho más importante que la competencia en la evolución de los animales y de nuestra propia especie. Brindó abundante evidencia de la sociabilidad natural de todos los animales que es independiente de la relación genética. Los animales, incluso los seres humanos, sencillamente disfrutan de la sociedad por la sociedad misma. Se podría fácilmente invertir la pregunta de Wilson: ¿por qué compiten los animales, dada su natural sociabilidad?
Mae-Wan Ho, Ingeniería Genética: ¿Sueño o pesadilla?, 2001.

Siendo su libro La ayuda mutua. Un factor de evolución, «a menudo, considerado como una réplica clásica a la visión ultradarwinista de la "lucha descarnada por la supervivencia de los mejor adaptados"».
La teoría simbiogenética implica la misma crítica. Desde la óptica de esta teoría no se puede hablar de una competencia estricta entre especies y entre individuos. Margulis evita simplificar sus argumentaciones en clave de «costes» y «beneficios» que considera términos economicistas que no responderían a la complejidad de la evolución biológica. La teoría se alza sobre la generalizada presencia de la simbiosis en la naturaleza; relaciones complejas donde estos términos, considera, son poco adecuados. La naturaleza no se asimilaría a un juego de suma cero donde uno gana a costa de lo que pierde el otro. Los organismos transforman el medio propiciando su propia expansión. Esto supone, y especialmente en el caso de los procesos simbióticos, que los simbiontes se beneficien de una sinergia multiplicadora que se incluiría en otra sinergia globalizada que no necesariamente implicaría una expansión a costa de otros organismos. La expansión de los eucariotas no se dio a costa de las bacterias, que han seguido proliferando a pesar o favorecidas por la expansión de los eucariotas, y la emergencia del reino vegetal producto de un proceso simbiótico, habría propiciado a su vez la expansión de los otros reinos.

Se ha hablado mucho más de la competencia, en la que el fuerte es el que vence, que de la cooperación. Pero determinados organismos aparentemente débiles a la larga han sobrevivido al formar parte de colectivos, mientras que los llamados fuertes, que no han aprendido nunca el truco de la cooperación, han ido a parar al montón de desechos de la extinción evolutiva. Si la simbiosis es tan frecuente e importante en la historia de la vida como parece, habrá que reconsiderar la biología desde el principio. La vida en la Tierra no es de ninguna manera un juego en el cual algunos organismos ganan y otros pierden. Es lo que en el campo matemático de la teoría del juego se conoce como un juego «de suma no cero».
 Lynn Margulis, Dorion Sagan, Microcosmos.

#### Gradualismo,saltacionismo
Darwin mantuvo que se evoluciona gradualmente. Desde esta formulación, varios han sido los evolucionistas que lo han cuestionado. La primera puntualización provino de Galton que sustituyó tal gradualismo con una evolución a pequeños saltos. Para visualizar su concepto se valió de la metáfora del poliedro: si la evolución vista por Darwin podía representarse por el rodar de una esfera y cada nueva posición de esa esfera podía representar un pequeño cambio, Galton representaba su visión con un poliedro y los cambios con el paso de una cara a otra del poliedro. Consideró que los pequeños cambios retrocederían hacia la normalidad, que los cambios deberían tener una cierta entidad para ser significativos en el proceso evolutivo. 
Batesón, introductor de la genética de Mendel en el evolucionismo anglosajón, puede ser considerado como el primer saltacionista. Crítico con diversos aspectos de darwinismo, postuló que la evolución no podía ser gradualista ya que numerosos caracteres de los organismos aparecían y desaparecían de forma brusca.
Más adelante Korschinsky y De Vries continuaron con los presupuestos de Bateson, proponiendo igualmente que la evolución se producía mediante saltos en lugar de gradualmente. Todo ello, a finales del siglo XIX, principios del siglo XX.
La rehabilitación del gradualismo de Darwin vendría en los años veinte del siglo XX con la formulación de la síntesis. S. S. Chetverikov, R. A. Fisher, J. B. S. Haldane y S. Wright sentaron las bases del neodarwinismo, teoría actualmente mayoritariamente aceptada para la explicación de la evolución de la vida, y en su formulación incluyeron el gradualismo como la forma en que ésta evoluciona. 

La restauración de la selección natural darwiniana como factor principal de la evolución se inició con el nacimiento de la genética de poblaciones en los años veinte con los trabajos de S. S. Chetverikov, R. A. Fisher, J. B. S. Haldane y S. Wright. La aplicación más completa de la genética al estudio de la variación en las poblaciones la constituye el trabajo de Chetverikov (1926), inaccesible hasta hace poco a los científicos occidentales que desconocían el ruso. El libro de Fisher «The Genetical Theory of Natural Selection» (1930) constituyó el primer intento sistemático en lengua inglesa para tratar de armonizar las observaciones de Darwin acerca de la selección natural con la genética particulada de Mendel. Expresa de forma clara el concepto de la integración armónica del genotipo y en consecuencia la mayor probabilidad que presentan las mutaciones con pequeños efectos fenotípicos, más que las mutaciones con efectos grandes familiares en el laboratorio, de ser incorporadas en el genotipo y así contribuir a la evolución.
 Stebbins, Evolución, 1980

Posteriormente, en 1940, Goldschmidt volvería a poner en duda el gradualismo. Goldschmidt en su libro La base material de la evolución, publicado el 1940, consideraba que los pequeños cambios únicamente explicaban la microevolución, que la especiación se explicaba mediante grandes cambios, enunciando su teoría de los «monstruos prometedores» producto de mutaciones afortunadas. Entendía que difícilmente pequeñas mutaciones podían conducir a la especiación y que las grandes mutaciones difícilmente podían ser viables, pero que alguna de ellas podía dar lugar a sus «monstruos esperanzados». 

Desde hace tiempo estoy convencido de que la macroevolución debe proceder por un método genético diferente. [...] Un cambio de patrón cromosómico, del todo independiente de las mutaciones genéticas, más aún, del concepto de gen, proporcionará este nuevo método de evolución. [...] La llamada mutación y recombinación genética dentro de una población puede conducir a una diversificación caleidoscópica dentro de las especies, que puede encontrar expresión en la producción de categorías subespecíficas. [...] El cambio de especie a especie no es un cambio que involucre más y más cambios atómicos adicionales, sino un cambio completo del patrón o sistema reactivo primario en uno nuevo, que a partir de entonces puede producir otra vez variación intraespecífica por micromutación. Este otro tipo de cambio genético podría llamarse mutación sistémica. [...] Sea lo que sean los genes o las mutaciones genéticas, no encajan en este cuadro en absoluto. Sólo está implicada la disposición de los constituyentes químicos seriales del cromosoma en un orden nuevo, espacialmente diferente, esto es, un nuevo patrón cromosómico»
Golsschmidt, La base material de la evolución, 1940,

Goldschmidt y sus postulados fueron ridiculizados por el neodarwinismo imperante y su teoría de los monstruos esperanzados pasó a ser considerada durante mucho tiempo como un desatino.
Únicamente Niles Eldredge y Stephen Jay Gould en 1972, con la formulación de su teoría sobre el equilibrio puntuado, basándose en estudios paleontológicos, lograron modificar en parte el gradualismo defendido por la síntesis. 

Lo que intenta explicar la teoría del equilibrio puntuado es el papel macroevolutivo de las especies y la especiación tal como se expresa en el tiempo geológico. Sus enunciados sobre rapidez y estabilidad describen la historia de las especies individuales, y sus afirmaciones sobre ritmos y estilos de cambio tratan del trazado de estas historias individuales en el dominio no familiar del tiempo geológico. […] Los postulados del equilibrio puntuado presuponen la escala apropiada de los procesos microevolutivos en esta inmensidad geológica, el punto central que Darwin omitió al asumir falsa¬mente que la «lentitud» de la modificación en los animales domesticados o las plantas de cultivo (en relación a nuestra escala de tiempo ordinaria, en la que toda la historia humana, y muchas generaciones más, han contemplado cambios sustanciales en poblaciones, pero ningún origen de nuevas especies) se traduciría a escala geológica en la continuidad y lentitud del gradualismo filético.
 Stephen Jay Gould, Estructura de la teoría de la evolución.

En la actualidad, el equilibrio puntuado convive con el paradigma gradualista del neodarwinismo.

#### Simbiogénesis
En 1883, el biólogo alemán Andreas Schimper propuso que la capacidad fotosintética de las células vegetales podía proceder de cianobacterias aun presentes en la naturaleza y con iguales capacidades.
A principios del siglo xx, en 1909, el ruso Kostantin S. Mereschovky presentó la hipótesis según la cual el origen de los cloroplastos tendría su origen en procesos simbióticos. Merezhkovsky llegó a proponer que el núcleo de las células eucariotas tuvo su origen en una bacteria de vida libre; lo que hoy se considera erróneo, pero que lo convierte en uno de los primeros en proponer el origen simbiótico de las células eucariotas. 

el naturalista ruso Konstantin Merezhkovsky (1855-1921). Este científico olvidado, que nació antes de la publicación de El origen de las especies y tenía ya 27 años cuando murió Darwin, fue el primer autor que propuso la extravagante idea de la simbiogénesis, según la cual algunos órganos, e incluso algunos organismos, no surgían en la evolución por el gradual mecanismo de la selección natural, sino mediante asociaciones simbióticas entre una especie animal o vegetal y algún tipo de microbio. Merezhkovsky llegó a postular que el núcleo de la célula eucarlota provenía de un antiguo microorganismo, lo que posiblemente es erróneo, al menos dicho así, sin más matices. En cualquier caso, sus ideas no tuvie¬ron la menor repercusión.

Los trabajos de Merezhkovsky pasaron inadvertidos. Años después, Ivan Wallin (anatomista estadounidense) llegó a la misma conclusión, publicando en 1927 el libro Simbiosis y el origen de las especies. Sus conclusiones fueron tenidas por absurdas, costándole su prestigio profesional. 

E. Wallin (1883-1969), experto en anatomía de la Universidad de Colorado, escribió un buen libro en el que argumentaba que las nuevas especies se originaban mediante simbiosis. El término evolutivo "simbiogénesis" se refiere al origen de nuevos tejidos, órganos, organismos e incluso especies mediante el establecimiento de simbiosis permanentes de larga duración. Wallin jamás lo utilizó, pero comprendió la idea a la perfección. Él puso especial énfasis en la simbiosis entre animales y bacterias, un proceso al que llamaba «establecimiento de complejos microsimbióticos» o «simbiontismo».
Lynn Margulis, Dorion Sagan, Captando genomas, 2003.

En Francia, el biólogo Paul Portier también llegó a conclusiones parecidas sobre el origen simbiótico de las eucariotas. En este caso, Portier sufrió los ataques del entonces influyente microbiólogo August Lumiére.
Otro trabajo que pasó inadvertido fue Simbiogénesis, un nuevo principio de la evolución (1926) de Boris Mihailovich Kozo-Polyansky que, editado por Victor Fet y Lynn Margulis y traducido al inglés por Victor Fet, Harvard University Press publica en 2009.

Boris Mihailovich Kozo-Polyansky […] en 1926, 30 años antes de su muerte, escribió el libro Simbiogénesis, un nuevo principio de la evolución. En el texto conceptualiza todos los ejemplos y pruebas que sustentan la teoría de la simbiogénesis. Desde las cianobacterias hasta los coleópteros que viven con bacterias en su interior, que se encargan del metabolismo del nitrógeno.
Lynn Margulis.

#### Endosimbosis seriada
La teoría endosimbiótica seriada fue formulada por Margulis en 1967 y describe el paso de las células procariotas (células bacterianas, no nucleadas) a las células eucariotas (células nucleadas constituyentes de los procariontes y componentes de todos los pluricelulares) mediante incorporaciones simbiogenéticas.
Margulis describió este paso en una serie de tres incorporaciones simbiogenéticas mediante las cuales, por la unión simbiogenética de bacterias, se originaron las células eucariotas que conforman a los individuos de los otros cuatro reinos (protistas, animales, hongos y plantas).
Esta teoría, contestada en el momento de su formulación, hoy se considera probada en sus tres cuartas partes (se aceptan como integrantes de la nueva célula tres de los cuatro simbiontes propuestos por Margulis).

## Teoría simbiogénetica
En la formulación de la teoría simbiogénetica, Margulis consideró además que, al igual que las eucariotas surgieron como consecuencia de la interacción simbiogenetica de varias procariotas (bacterias), muchas de las características de los organismos y su especiación serían también el resultado de parecidas interacciones simbiogenéticas en las cuales se produjo una transferencia genética horizontal; defendiendo que la simbiogénesis sería la principal fuente de novedad biológica. Esta teoría contradice abiertamente la actual teoría de la síntesis evolutiva moderna, actualmente aceptada como válida por la comunidad científica para explicar la evolución de la vida. Margulis objetó que la novedad biológica se debiera principalmente a errores (mutaciones aleatorias) en la replicación de ADN:

Los cambios aleatorios en la base de ADN juegan, sin duda, un papel en el proceso evolutivo. Son como errores de imprenta que se multiplican en cada ejemplar del libro. Raramente contribuyen a clarificar o ampliar el sentido del texto. Tales pequeños cambios aleatorios son casi siempre inconsecuentes —o incluso dañinos— para el conjunto de la obra. No es que estemos negando aquí la importancia de las mutaciones. Únicamente insistimos en que, siendo tan sólo una pequeña parte de la saga evolutiva, la mutación ha estado siendo dogmáticamente sobrevalorada. La parte mucho mayor de la historia de la innovación evolutiva, correspondiente a la unión simbiótica de organismos de linajes distintos, parecida —por seguir con la analogía— a la fusión de textos mediante el plagio o la antología, ha estado siendo sistemáticamente ignorada por los autoproclamados biólogos evolutivos (Sapp, 2002).
 Lynn Margulis y Dorion Sagan, Adquiriendo genomas, 2002.

Margulis se apoyó en conocidos casos de simbiogénesis presentes en la naturaleza. Entre otros pone el ejemplo del liquen, «Los líquenes nos proporcionan un ejemplo característico de simbiogénesis. Es más, el individuo liquen es algo diferente de sus dos componentes. No es ni un alga verde o una cianobacteria, ni un hongo. Es un liquen. Los líquenes, novedades evolutivas surgidas por medio de la adquisición de genomas de alga o de cianobacteria, tomaron su propio camino y exhiben características distintas a las de sus antepasados».
Otro ejemplo que nos propuso fue el de las babosas subacuáticas, como la Elysia chlorotica, en este caso también puede deducirse la unión de dos simbiontes: estas babosas puede considerarse verdaderos híbridos entre animal y planta; sus antepasados, presumiblemente, fagocitaron ciertas algas verdes que, haciéndose resistentes, pasaron con el tiempo su ADN a formar parte del ADN del individuo resultante; Hoy en día estas babosas no necesitan alimentarse cuando llegan a su estadio de adultas, mediante un metabolismo propio de las plantas se limitan a adquirir su energía del sol. «tal vez esta adquisición, utilización y herencia permanente de genomas pueda parecer anecdótica, pero de hecho, ha sucedido en numerosas ocasiones a lo largo de la historia de la evolución», dice Margulis.

### Pequeños y grandes cambios en la aparición de nuevas especies
En las controversias entre gradualismo y saltacionismo subyace el debate sobre pequeños cambios o grandes cambios. Aquellos que han postulado los grandes cambios lo han hecho porque han considerado que difícilmente una cadena de pequeños cambios acumulativos podría conducir a la adquisición de determinados órganos y sofisticaciones presentes hoy en los seres vivos. Por otra parte, los defensores de los pequeños cambios acumulativos (actualmente está aceptado que la vida evoluciona mediante pequeños cambios)  entienden que los grandes cambios, basados éstos en errores genéticos, difícilmente serían viables (desde el paradigma actual, los cambios se corresponderían con mutaciones aleatorias, errores en la replicación del ADN). Fue un astrofísico, Fred Hoyle, quien aportó la mejor metáfora para visualizar esta dificultad:   

En una chatarrería se encuentran todos los fragmentos y las piezas de un Boeing 747, sueltos y desordenados. Ocurre que un tifón se abate sobre la chatarrería. ¿Cuál es la probabilidad de que después encontremos un 747 totalmente ensamblado y listo para volar? Es tan pequeña que resulta despreciable, incluso en el caso de que el tifón soplara en tantas chatarrerías que llenasen por completo el Universo.
Fred Hoyle, El universo inteligente.

Hoyle quiso con esta metáfora describir la dificultad que entraña el que mediante cambios aleatorios puedan surgír elementos complejos que actúan de modo sinérgico como ocurre en el caso de una «simple» molécula o el propio origen de la vida. También describió la metáfora de los monos intentando escribir una obra de Shakespeare. Sus argumentos hoy se califican de falacias (falacia de Hoyle), siendo contestados por Richard Dawkins, principalmente en su libro El relojero ciego, sustituyendo estos grandes cambios por pequeños cambios acumulativos fijados por la selección natural.
Popper, para esta dificultad, aportó en 1972 una solución sin obviar una sinergia irreductible y sin apartarse del gradualismo darwiniano. Simplificó el problema en la metáfora de la evolución de un avión y su piloto automático. De nada servirán las mejoras en el avión si estas no se acompañan de nuevas intrusiones en el piloto automático, incluso en casos, podrían ser contraproducentes. Sugiere que primero llegarán pequeños cambios en la estructura del avión que serán acompañados por pequeños cambios en la lógica del piloto automático, de lo contrario, una evolución primera de las instrucciones del piloto automático conduciría al desastre.

Llegamos, así pues, al primer resultado siguiente: si partimos de un organismo dualista en el que están perfectamente equilibradas la estructura de disposición central de control y la estructura ejecutiva controlada, entonces parece probable que las mutaciones en la estructura de disposición central sean un poco menos letales que las mutaciones en los órganos ejecutivos controlados (incluso las potencialmente favorables).

Nuestro segundo resultado fundamental es el siguiente. Una vez que un nuevo fin, tendencia o disposición, una nueva habilidad o modo de comportarse ha evolucionado en la estructura de disposición central, este hecho influirá sobre los resultados de la selección natural, de tal modo que las mutaciones que antes eran desfavorables (aunque potencialmente favorables) se hacen efectivamente favorables con tal de que apoyen la tendencia últimamente establecida.
Popper, Conocimiento objetivo. Un enfoque evolucionista.

Margulis defendió en su teoría simbiogética la evolución de la vida mediante pasos discontinuos siendo su propuesta de adquisición de genomas un modelo de cambios cualitativos de entidad: «Las especies se originan por herencia de genomas adquiridos, junto con sus rebeliones reproductivas dentro de los genomas anfitriones. Así es como proceden los taxones superiores tales como géneros, familias y demás». Esta adquisición de conjuntos de genomas puede parecer que resuelve los problemas que conlleva la aparición de órganos y especificidades de la vida aparentemente irreductibles. Principalmente las bacterias, serían el caldo de cultivo de órganos complejos. No obstante, John Maynard Smith y Eörs Szathmáry no opinan así: «La motocicleta es una simbiosis entre la bicicleta y el motor de combustión interna. Funciona perfectamente, si a uno le gustan este tipo de cosas, pero alguien tuvo que inventar la bicicleta y el motor de combustión interna. La simbiosis no es una alternativa a la selección natural; más bien es al revés: necesitamos una explicación darwiniana de la simbiosis».

### Adquisición de órganos y especiación por simbiogénesis
la simbiogénesis explica el origen de las especies en dos sentidos: en primer lugar reuniendo las bacterias en el pasado pretérito para dar lugar a organismos susceptibles de especiación; en segundo lugar, y […] creando nuevas especies por medio de la incorporación de otros cuerpos y, finalmente, de genomas.
Lynn Margulis y Dorion Sagan, Captando Genomas.

La simbiogénesis, reivindicó Margulis, está presente en todas las formas vivas. Los individuos de cada especie lo son como resultado de procesos simbiogenéticos: «Las especies y la propia especiación evolucionaron por simbiogénesis». En su opinión, «para estudiar la especiación debemos seguir el rastro de la simbiosis y bucear en la bibliografía sobre simbiogénesis». Toda nuestra capacidad, la de los organismos, para formar asociaciones simbióticas, Margulis la relacionó con nuestros orígenes procariotas:

Los microbios son verdaderos especialistas en pasarles su ADN a otros en forma de genes enteramente funcionales. Estas artimañas sustentan la historia de la evolución darwiniana. Los microbios abandonados a su suerte, en condiciones de estrés y privaciones, tienden a unirse a otras formas de vida. Algunas de estas asociaciones duran una estación, o incluso menos, pero ocasionalmente los microbios se funden permanentemente con formas de vida superiores.
Margulis y Sagan, Captando genomas, 2003.

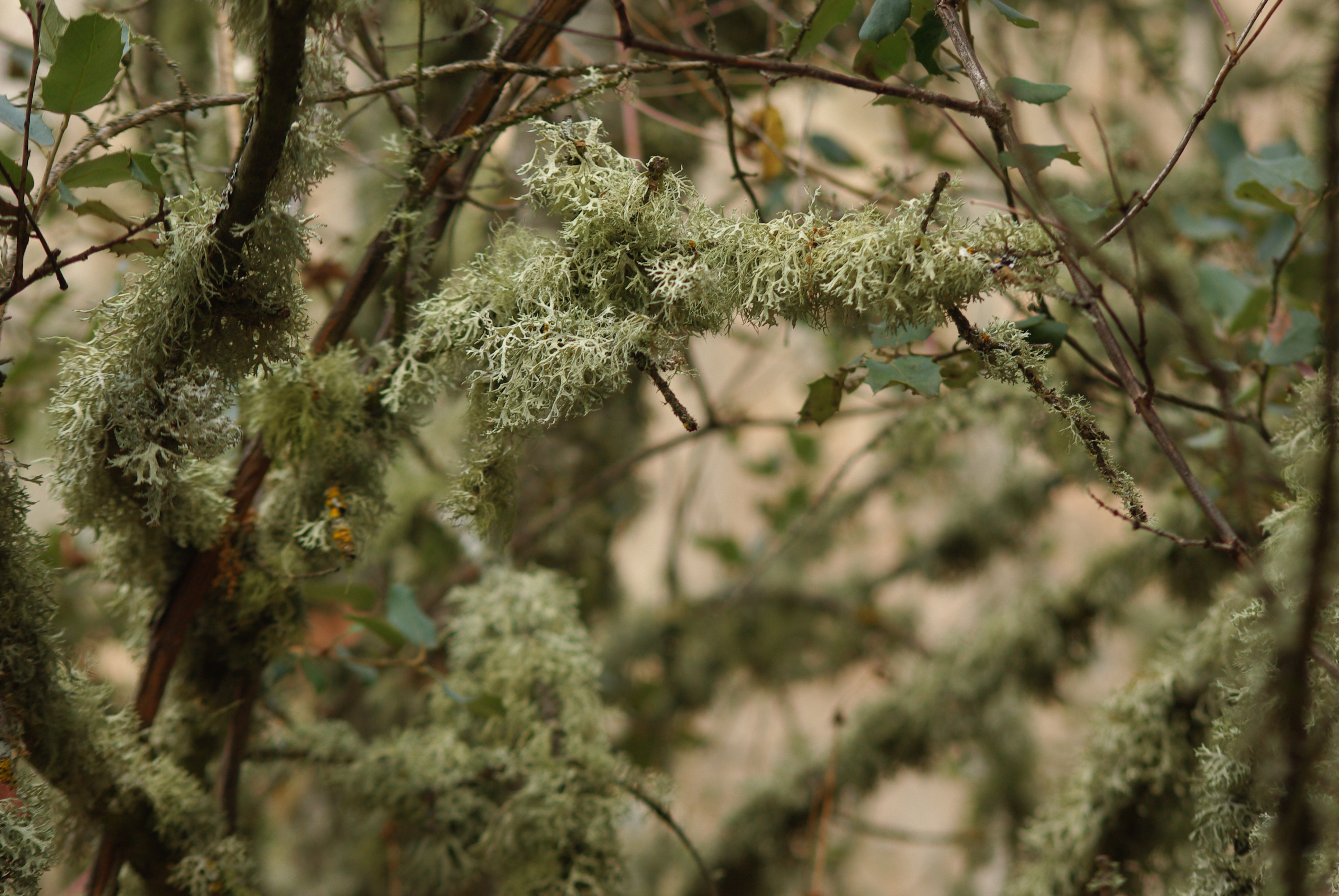
Liquen «Barbas de chivo». El liquen es un ejemplo paradigmático de simbiosis.

Margulis atribuye la dificultad para advertirlos, según ella, generalizados casos de simbiogénesis a dos características de la simbiogénesis:
- Los procesos simbiogenéticos suelen implicar a dos o más organismos de muy diferente tamaño. Como ejemplo fácilmente apreciable propone los líquenes en el que sus simbiontes guardan una relativa similitud de tamaños. No ocurre así, según nos propone, con la mayoría de los casos en los que la disparidad de tamaños sería enorme, en los que intervienen organismos microscópicos y macroscópicos.

- La que ella considera paradoja de que cuanto más estrecha es la asociación simbiótica, más desdibujados aparecen los simbiontes implicados.

Según Margulis, los mejores ejemplos de especiación mediante simbiogénesis los encontramos entre los protistas, verdaderos especialistas en la adquisición de conjuntos de genomas.

La complejidad y la capacidad de respuesta de la vida, manifestadas particularmente en la aparición de nuevas especies a partir de fusiones entre antepasados distintos, tan sólo pueden ser comprendidas a la luz de una peculiar historia de la evolución. En cada caso es necesario formular las mismas preguntas: ¿Cuándo, dónde y en qué poblaciones de organismos evolucionó la nueva especie? ¿Con qué frecuencia y en qué grupos de organismos constituye la adquisición de genomas la modalidad principal de especiación?
Lynn Margulis y Dorion Sagan, Adquiriendo genomas, 2003.

También, la adquisición de órganos y distintas características de los organismos habrían surgido como consecuencia de simbiogénesis. Para apoyar su tesis recurrió a ejemplos como la evolución del órgano de la vista y el cerebro.
La evolución de estos órganos, desde el neodarwinismo se explica como una sucesión de pequeño e imperceptibles cambios hasta llegar a alcanzar la complejidad actual. Según Margulis, los ojos serían resultado de procesos simbiogenéticos con diferentes bacterias con diferentes especialidades, entre ellas, la cualidad fotosensible. Bacterias primigenias antepasadas de bacterias aún presentes en la naturaleza. El cerebro habría seguido una evolución parecida, las neuronas podrían ser algún tipo de espiroqueta.

Las neuronas, las células nerviosas de nuestro cerebro, y los nervios periféricos están repletos de microtúbulos hechos de la proteína tubulina. Los mismos microtúbulos, exactamente los mismos, constituyen los cilios, las colas de los espermatozoides y las paredes de los centriolo-cinetosomas. Los axones y las dendritas, extensiones de las células nerviosas mediante las cuales procesamos información en nuestro cerebro, tienen microtúbulos en su interior. Si mi teoría radical de la simbiogénesis es correcta, nuestro propio cerebro y la capacidad de pensamiento necesaria para leer esta frase fueron posibles gracias a los microtúbulos de proteína que evolucionaron por primera vez en las bacterias.
Margulis, Planeta simbiótico, 2002.

### Simbiogenética y selección natural
La teoría simbiogenética defiende la aparición de novedad biológica mediante simbiogénesis, no poniendo en duda la acción de la selección natural, sino que, por el contrario, Margulis ha manifestando en numerosas ocasiones que es la selección natural la que fija los procesos simbiogenéticos. Cuestionando, eso sí, el carácter creativo de esa selección natural. 

Estamos de acuerdo en que muy poca de la descendencia potencial consigue sobrevivir y tener descendencia, así como en que las poblaciones cambian con el paso del tiempo y que, por consiguiente, la selección natural es de una importancia crítica en el proceso evolutivo.
 Lynn Margulis y Dorion Sagan Captando genomas.

La teoría simbiogenética intenta describir la aparición de la diversidad biológica de los organismos; refiriéndose a la fuente sobre la que actuaría la selección natural, la cual postuló sería la simbiogénesis, cuestionando el reduccionismo según el cual la naturaleza se presenta como un campo de batalla donde únicamente prevalecería la competencia, una naturaleza de dientes y garras ensangrentadas'.
Margulis evitó hablar de «competencia», «cooperación»,... términos que consideró economicistas e inaceptables para explicar en su complejidad la evolución de la vida. Ella vio a los organismos como seres vivos que interactuarían con naturalidad; en principio serían asociaciones incómodas, probablemente parasitarias y, posteriormente, esas asociaciones alcanzarían una serie de ventajas adaptativas; la selección natural primaría estas asociaciones.

### La Teoría simbiogenética frente a otras teorías

#### Teoría simbiogenética y Lamarck
Margulis ve en su teoría un paralelismo con la teoría evolutiva de Lamarck. Como Lamarck, y al contrario del neodarwinismo que considera al genoma agente principal de la Evolución, considera que son los organismos los protagonistas de su propia evolución. Considera que el genoma es simplemente un registro que los organismos se encargan de imprimir. Margulis visualiza este concepto poniendo como ejemplo un ordenador (computadora): la CPU, la computadora, sería el organismo y el disco duro el genoma:

Al igual que el disco duro del ordenador, la molécula de ADN almacena información evolutiva pero no la crea. Puesto que no son "entidades" en un sentido coherente, los genes egoístas pueden ser comparados a invenciones de una imaginación hiperactiva, inicialmente anglófona. El verdadero ser es la célula viva, entidad que no puede evitar crear copias de sí misma. Ella es el personaje central. El motor de la evolución se mueve gracias a seres diminutos de cuya existencia apenas somos conscientes. Les tememos y los maldecimos, pero las bacterias, estos seres vivos y diminutos, escapan a nuestra atención salvo en esas ocasiones temibles en que nos alarman o nos amenazan. Ignoramos o desdeñamos el hecho de que tienen vida propia. Pero la tienen. Las acciones de las bacterias y de otros seres invisibles perpetúan y generan especies viejas y nuevas.
Lynn Margulis y Dorion Sagan, Captando genomas, 2003.

Margulis considera que la adquisición de genomas, base de su teoría, y su posterior incorporación en el acervo genético, siendo una transferencia horizontal, tiene carácter lamarckiano. Los organismos no heredarían los caracteres como propuso Lamarck, heredando conjuntos de genomas completos.

#### Teoría simbiogenética, vs la teoría de la síntesis evolutiva moderna (neodarwinismo)
las revelaciones de gran parte de la ciencia más allá de su siglo, ampliadas por la biología molecular y la paleontología, son completamente coherentes con la intuición de Darwin.
Margulis, Planeta simbiótico, 2002.

También contradijo la visión que tenía Darwin de una naturaleza estática con recursos limitados en la que las especies y los individuos luchan por encontrar un hueco. Esta se explica por la metáfora de las cuñas, donde se representa a la naturaleza con una superficie limitada que, cuando está completa, al insertar una cuña (una nueva especie o un nuevo individuo) salta desplazada otra. Margulis hace hincapié en la capacidad de la propia vida para modificar el ambiente y generar nuevos recursos. Margulis considera que la propia vida genera recursos y que posibilita su propia extensión. 
Margulis mantuvo un choque frontal con el neodarwinismo (síntesis evolutiva moderna) restando importancia a las mutaciones aleatorias y defendiendo que gran parte de las innovaciones biológicas y la especiación proceden de la interacción entre organismos, resaltando la importancia de las bacterias en estas interacciones.

## Controversia actual
Margulis, con su propuesta de la Teoría simbiogenética, según la cual la simbiogénesis sería la principal fuente de novedad biológica, se enfrenta a la síntesis evolutiva moderna (neodarwinismo), teoría respaldada actualmente por la comunidad científica. En contra de lo que Margulis denominaba «la ortodoxia neodarwiniana», ella indicó que las mutaciones son en un 99% dañinas para el organismo, no debiendo ser consideradas como el origen de las novedades evolutivas como proponen los primeros. También consideró que su teoría no fue convenientemente debatida:

Que las células animales y vegetales se originaron mediante simbiosis ya no es materia de controversia. La biología molecular, incluyendo la secuenciación genética, ha reivindicado este aspecto de mi teoría de la simbiosis celular. La incorporación permanente de bacterias dentro de las células animales y vegetales en forma de plastos y mitocondrias es la parte de mi teoría de la endosimbiosis seriada que aparece ahora incluso en los libros de texto de los institutos. Pero el impacto completo de la visión simbiótica de la evolución todavía no se ha sentido; y la idea de que especies nuevas aparecen a partir de fusiones simbióticas entre miembros de las antiguas todavía no ha merecido siquiera discusión por parte de la sociedad científica respetable.
Margulis, Planeta simbiótico

La teoría de la simbiogénesis no es aceptada como válida por la mayoría del mundo académico. Actualmente, el neodarwinismo ( a través de la teoría de la Síntesis evolutiva moderna), se acepta como válido; y su paradigma científico, que indica que la novedad biológica procede de los errores genéticos y es fijada por la selección natural, lo defienden la mayoría de los biólogos. Ernst Mayr, en el prólogo del libro de Margulis Captando genomas, resaltando la importancia de los procesos simbióticos, niega que los procesos simbióticos sean los actores de las especiaciones, resaltando que «no existe indicio alguno de que ninguna de las 10 000 especies de aves o de las 4500 especies de mamíferos se hayan originado por medio de la simbiogénesis» (como tampoco está demostrado que haya surgido ninguna especie como consecuencia de un error genético).
Además rechaza la apreciación de Margulis según la cual tales procesos simbióticos puedan calificarse de lamarckianos. También, Maynard Smith, en su libro Ocho hitos de la evolución se enfrenta a la visión simbiogenética de Margulis:

Lynn Margulis, que presentó las evidencias que persuadieron a los biólogos de que mitocondrias y cloroplastos fueron en otro tiempo simbiontes, ha afirmado a veces que la simbiosis es la fuente principal de novedad evolutiva, y que la selección natural ha sido de importancia menor. Esto es inaceptable. [...] La simbiosis no es una alternativa a la selección natural; más bien es al revés: necesitamos una explicación darwiniana de la simbiosis.
John Maynard Smith, Ocho hitos de la evolución.